# Michael Malone (basket-ball)
Pour les articles homonymes, voir Malone et l'écrivain Michael Malone.
Michael Malone, né le 15 septembre 1971 à Astoria (État de New York), est un entraîneur américain de basket-ball.
Évoluant au poste d'entraîneur adjoint entre 1994 et 2013, il est nommé entraîneur principal des Kings de Sacramento en mai 2013 puis renvoyé en décembre 2014. Il est l'entraîneur principal des Nuggets de Denver entre juin 2015 et avril 2025, équipe avec laquelle il remporte le titre de champion NBA lors de la saison 2022-2023 contre le Heat de Miami.

## Carrière d'entraîneur en club

### Débuts
Michael Malone est le fils de Brendan Malone, entraîneur de basket-ball ayant entraîné entre autres les Raptors de Toronto et les Cavaliers de Cleveland.
Tout en étant étudiant à l'université Loyola, Malone est entraîneur adjoint de l'école secondaire Friends School de Baltimore. Après avoir obtenu son diplôme, Malone rejoint l’université d'Oakland en tant qu’entraîneur adjoint pour l'équipe des Golden Grizzlies d'Oakland sous la direction de l’entraîneur Greg Kampe (en). Malone est sur le point de commencer une formation pour rejoindre la police d’État du Michigan avant d’obtenir une offre d’emploi d'entraîneur adjoint de Providence College. Malone est entraîneur adjoint de Providence de 1995 à 1998. Au cours de la saison 1998-1999, Malone est directeur de l’administration du basket-ball masculin à l’université de Virginie.

### Adjoint en NBA
Il est recruté ensuite en 2001 par les Knicks de New York (en NBA) pour travailler avec les joueurs, le personnel d’entraînement, et à la coordination vidéo et l'édition des rapports de recrutement. Les Knicks promeuvent Malone au poste d’entraîneur adjoint en 2003. Malone est ensuite entraîneur adjoint des Cavaliers de Cleveland de 2005 à 2010. Avec Cleveland, Malone effectue cinq apparitions consécutives en playoffs NBA, y compris en Finales NBA 2007. Malone est entraîneur adjoint des Hornets de La Nouvelle-Orléans au cours de la saison 2010-2011. Sur cette saison, les Hornets améliorent leur défense, avec 8,7 points encaissés en moins.
Les Warriors de Golden State embauchent Malone à l’été 2011 comme entraîneur adjoint sous la direction de Mark Jackson. Au cours de la saison 2012-2013, les Warriors passent d’un bilan de 23-43 à un bilan de 47-35 et obtiennent leur première qualification en playoffs depuis 2007. En tant que 6e de conférence, les Warriors éliminent le 3e, les Nuggets de Denver au premier tour et perdent contre les Spurs de San Antonio en six matchs au tour suivant. En 2012, Malone est nommé meilleur entraîneur adjoint par les managers généraux de la NBA. Plusieurs joueurs des Warriors, dont Draymond Green et Stephen Curry, attribuent à Malone une grande partie du succès de l’équipe après son départ.

### Entraîneur principal

#### Kings de Sacramento
Le 31 mai 2013, il est nommé entraîneur des Kings de Sacramento. 

##### Saison 2013-2014
Le 15 décembre 2014, il est démis de ses fonctions par la direction des Kings après avoir commencé la saison avec un bilan de 11-13. 

#### Nuggets de Denver
Le 15 juin 2015, il devient le nouvel entraîneur des Nuggets de Denver.

##### Saison 2018-2019
Le 19 octobre 2018, il prolonge son contrat avec les Nuggets de Denver.

##### Saison 2019-2020
Le 24 décembre 2019, les Nuggets de Denver annoncent la prolongation du contrat de Michael Malone,,.
Il est nommé entraîneur lors des All-Star Games 2019 et 2023, les Nuggets étant en tête de leur conférence à ce moment-là.

##### Saison 2021-2022
Le 23 mars 2022, il prolonge son contrat avec les Nuggets de Denver,.

##### Saison 2022-2023
Lors de la saison 2022-2023, il remporte le titre de champion NBA en battant le Heat de Miami, quatre victoires à une,,.

##### Saison 2023-2024
Le 13 novembre 2023, il prolonge son contrat avec les Nuggets de Denver,,.

##### Saison 2024-2025
Le 8 avril 2025, il est limogé par les Nuggets de Denver,. David Adelman, son adjoint, prend en charge l’équipe pour la fin de saison,.

## Carrière internationale
En janvier 2020, Malone rejoint l'encadrement technique de l'équipe de Serbie, dans le cadre du tournoi qualificatif olympique.

## Statistiques
| Champion NBA | Participation en playoffs |

| Équipe     | Année     | Saison régulière | Saison régulière | Saison régulière | Saison régulière | Saison régulière           | Playoffs | Playoffs  | Playoffs | Playoffs | Playoffs                                                                  |
| Équipe     | Année     | Matchs           | Victoires        | Défaites         | %                | Classement                 | Matchs   | Victoires | Défaites | %        | Résultat                                                                  |
| ---------- | --------- | ---------------- | ---------------- | ---------------- | ---------------- | -------------------------- | -------- | --------- | -------- | -------- | ------------------------------------------------------------------------- |
| Sacramento | 2013-2014 | 82               | 28               | 54               | 34,1             | 4e en division Pacifique   | -        | -         | -        | -        | Pas de playoffs                                                           |
| Sacramento | 2014-2015 | 24               | 11               | 13               | 45,8             | Limogé                     | -        | -         | -        | -        | Pas de playoffs                                                           |
| Denver     | 2015-2016 | 82               | 33               | 49               | 40,2             | 4e en division Nord-Ouest  | -        | -         | -        | -        | Pas de playoffs                                                           |
| Denver     | 2016-2017 | 82               | 40               | 42               | 48,8             | 4e en division Nord-Ouest  | -        | -         | -        | -        | Pas de playoffs                                                           |
| Denver     | 2017-2018 | 82               | 46               | 36               | 56,1             | 5e en division Nord-Ouest  | -        | -         | -        | -        | Pas de playoffs                                                           |
| Denver     | 2018-2019 | 82               | 54               | 28               | 65,9             | 1er en division Nord-Ouest | 14       | 7         | 7        | 50,0     | Défaite contre les Trail Blazers de Portland en demi-finale de conférence |
| Denver     | 2019-2020 | 73               | 46               | 27               | 63,0             | 1er en division Nord-Ouest | 19       | 9         | 10       | 47,4     | Défaite contre les Lakers de Los Angeles en finale de conférence          |
| Denver     | 2020-2021 | 72               | 47               | 25               | 65,3             | 2e en division Nord-Ouest  | 10       | 4         | 6        | 40,0     | Défaite contre les Suns de Phoenix en demi-finale de conférence           |
| Denver     | 2021-2022 | 82               | 48               | 34               | 58,5             | 2e en division Nord-Ouest  | 5        | 1         | 4        | 20,0     | Défaite contre les Warriors de Golden State au premier tour               |
| Denver     | 2022-2023 | 82               | 53               | 29               | 64,6             | 1er en division Nord-Ouest | 20       | 16        | 4        | 80,0     | Champion NBA                                                              |
| Denver     | 2023-2024 | 82               | 57               | 25               | 69,5             | 2e en division Nord-Ouest  | 12       | 7         | 5        | 58,3     | Défaite contre les Timberwolves de Minnesota en demi-finale de conférence |
| Denver     | 2024-2025 | 79               | 47               | 32               | 59,5             | Limogé                     | -        | -         | -        | -        | Pas de playoffs                                                           |
| Total      | Total     | 904              | 510              | 394              | 56,4             |                            | 80       | 44        | 36       | 55       | 1 titre NBA                                                               |